# Remix XL
Remix XL è il terzo album di remix della cantante francese Mylène Farmer, pubblicato il 19 aprile 2024 dalla Stuffed Monkey e distribuito dalla Sony Music.

## Tracce
1. Libertine (NIT remix) – 5:15 (Jean-Claude Dequeant)
2. Sans contrefaçon (The Magician remix) – 3:43 (Laurent Boutonnat)
3. Pourvu qu'elles soient douces (Cut Killer & Prez Poney Club remix) – 3:24 (Boutonnat)
4. Désenchantée (Arnaud Rebotini remix) – 7:48 (Boutonnat)
5. Je t'aime mélancolie (Rusty Egan remix) – 4:30 (Boutonnat)
6. California (Arthur Baker remix) – 7:18 (Boutonnat)
7. XXL (Blue Stahli remix) – 4:04 (Boutonnat)
8. Je te rends ton amour (David Lynch remix) – 5:02 (Boutonnat)
9. Optimistique-moi (Feder remix) – 5:31 (Mylène Farmer)
10. C'est une belle journée (The Hacker remix) – 6:35 (Boutonnat, Farmer)
11. Sextonik (Tomer G Sextonik reloaded club mix) – 5:54 (Boutonnat)
12. Oui mais... non (Mico C remix) – 5:03 (Jimmy Joker, RedOne)
13. N'aie plus d'amertume (Marsheaux remix) – 6:20 (Moby)
14. Du temps (Dave Audé remix) – 5:36 (Boutonnat)
15. Des larmes (Theo Hutchcraft remix) – 3:34 (Farmer, LP, Mike Del Rio)
16. L'âme dans l'eau (The Avener Rework) – 3:17 (Jonathan Burr, Adam Richardson)
17. Do You Know Who I Am (Richard Norris remix) – 6:52 (Darius Keeler)
18. Rayon vert (Fragrance & S Diamah remix) – 4:01 (Simon Buret, Olivier Coursier)
19. Bouteille à la mer (IKS remix) – 6:36 (Dimitri Ehrlich, Peter Gordeno, Moby, Armen Paul)
20. Rallumer les étoiles (Motherweshare remix) – 11:00 (Moby)
21. Désenchantée (Extended remix) – 6:53 (Boutonnat)

Durata totale: 118:16

## Classifiche
| Classifica (2024) | Posizione massima |
| ----------------- | ----------------- |
| Belgio (Fiandre)  | 181               |
| Belgio (Vallonia) | 2                 |
| Francia           | 2                 |
| Svizzera          | 5                 |